# 康斯坦丁·冯·阿尔文斯莱本

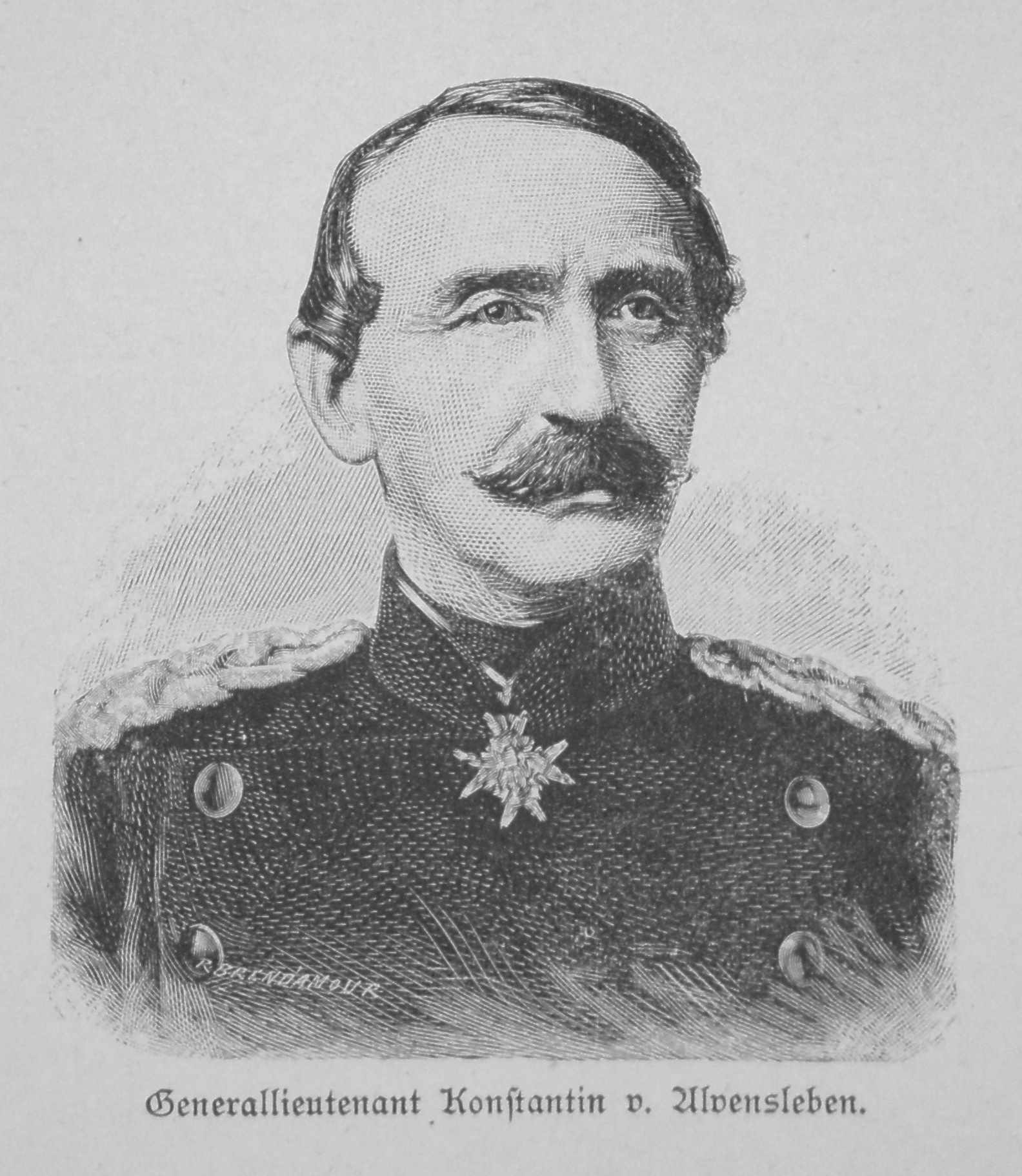
康斯坦丁·冯·阿尔文斯莱本

康斯坦丁·冯·阿尔文斯莱本（德語：Reimar Constantin von Alvensleben，1809年8月26日—1892年3月28日）是普鲁士陸軍（后為德意志帝国）的将军。

## 生平
阿尔文斯莱本出生于萨克森選侯國的艾辛巴理本（Eichenbarleben），1827年从学员军团进入普鲁士近卫军。他于1842年成为中尉，1849年成为上尉，1853年成为总参谋部少校，七年后他去了战争部。不久之后，他被提升为上校，并指挥一个近卫步兵团直至1864年，在第二次石勒苏益格战争后他成为少将。
阿尔文斯莱本在1866年的普奥战争中指挥了一个近卫旅。在6月28日的苏尔（伯克斯多夫）行动中，他表现出色，在克尼格雷茨战役中，他率领近卫军的前卫，他的活力和主动性更加突出。不久之后，他继承了他的师的指挥权，威廉·希勒·冯·加特林根将军在战斗中阵亡。他被提升为中将，并在和平缔结后保留了这一指挥权，此外还获得了功勋勋章。
1870年，普法战争爆发，阿尔文斯莱本接替弗里德里希·卡尔親王指挥第三军，该军是德国第二军團的一部分。但是他对馬斯拉圖爾的未加考虑的袭击的可疑判断导致了重大人员伤亡。1892年去世前不久，他被授予黑鹰勋章。